# Walter Höher
Walter Höher (* 22. Februar 1925 in Schwerte; † 22. August 2015 ebenda) war ein deutscher Lehrer und Mundartdichter.

## Leben
Nach dem Besuch der Volksschule in Ergste besuchte Höher das Gymnasium in Schwerte. Seine Schulzeit wurde von 1943 bis 1945 durch den Kriegsdienst im Zweiten Weltkrieg unterbrochen, in dem er schwer verwundet wurde. 1946 macht er dann sein Abitur. Danach besuchte er zunächst die höhere Handelsschule und studierte dann in Dortmund Pädagogik für das Lehramt. Später war er zunächst als Lehrer in Bönen und Kalthof tätig, dann von 1968 bis zu seiner Pensionierung im Jahre 1986 Rektor der Gemeinschaftshauptschule Ergste; seine Lehrschwerpunkte waren Deutsch, Musik und die Junglehrerausbildung.
Höher engagierte sich für die Mundartforschung und war in verschiedenen einschlägigen Organisationen tätig, so im Heimatverbund Märkischer Kreis, im  Plattdüütscher Schrieverkring im WHB Münster und im Plattdüütsche Spraokstie in Münster. Außerdem war er lange Jahre Geschäftsführer und Plattdeutschwart im Heimatverein Ergste und hielt regelmäßig plattdeutsche Vorträge in Plattdeutschzirkeln und Vereinen.
Er verfasste nicht nur plattdeutsche Aufsätze und Beiträge für die regionalen Printmedien, sondern auch Rundfunkbeiträge und niederdeutsche Liedkompositionen. Eines der bekannteren Stücke ist der von ihm im Jahre 2008 verfasste Text zum „Südwestfalenlied“, komponiert von Wilfried Diener.
Im Rundfunk war er beim WDR an niederdeutschen Lied- und Textkompositionen beteiligt und im Radio Märkischer Kreis an 456 Lokalfunksendungen in den Jahren von 1990 bis 1996.
Höher starb im Alter von 90 Jahren nach langer Krankheit.

## Auszeichnungen
- 1981: 1. Autorenpreis des Märkischen Kreises für einen plattdeutschen Schülerlesewettbewerb
- 1984: 1. Preis beim Lüdenscheider Autorenwettbewerb Plattdeutsch
- Ehrenring der Stadt Schwerte
- Bundesverdienstkreuz
- 1994: Andreas-Rottendorf-Preis für niederdeutsche Literatur

## Werke
- Dör Bruuk un Tiet. Texte und Lieder. LP und MC. Selbstverlag, Ergste 1980.
- Luster maol. Texte und Lieder. LP. Selbstverlag, Ergste 1984.
- Hiärwestblaumen. En bunten Struuss för Frönne van dä plattdütsche Spraoke. Herausgegeben vom Heimatverein Ergste, Ergste 1984.
- Chrisdaggsklocken klingt. Plattdeutsch zur Winter- und Weihnachtszeit in Wort und Klang. LP und MC. Linnepe Verlag, Schwerte 1988; Erweiterte Neuauflage als CD 2008.
- Miärkische Kost, mündkesmaote. Heimatbund Märkischer Kreis, Altena 1992.
- Luster mol „hör mal zu“. Walter Höher singt plattdeutsche Lieder. MC. Selbstverlag, Schwerte-Ergste 1993.
- Plattdeutsch hören – Hochdeutsch mitlesen. Mundarten im Märkischen Kreis und in den angrenzenden Gebieten. 50 Jahre plattdeutsche Aufnahmen. 9 Bücher bzw. CDs. Heimatbund Märkischer Kreis, Altena 2008, ISBN 978-3-926890-32-0.

zusammen mit Horst Ludwigsen
- Wörterbuch südwestfälischer Mundarten. Heimatbund Märkischer Kreis, Altena 1997, ISBN 3-926890-13-4.
- Rüüm(e)straote. Gereimtes und Ungereimtes in westfälisch-märkischem Platt. Heimatbund Märkischer Kreis, Altena 1999.